# 353-тя група спеціальних операцій (США)
353-тя група спеціальних операцій (США) (англ. 353d Special Operations Group) — військове формування, група сил спеціальних операцій повітряних сил США, які організаційно входить до складу Командування ССО США «Тихий океан» Тихоокеанського командування ЗС для виконання в зоні відповідальності цього командування різнорідних спеціальних операцій. Основним пунктом базування авіаційної групи є військово-повітряна база Кадена, Окінава, Японія.

## Склад
- 1-ша ескадрилья спецоперацій (MC-130E/H Combat Talon);
- 17-та ескадрилья спецоперацій (MC-130J Combat Talon);
- 320-та ескадрилья спеціальної тактики;
- 353-тя ескадрилья підтримки спецоперацій;
- 353-тя ескадрилья забезпечення спецоперацій;